# Garcinia macrophylla
Garcinia macrophylla är en tvåhjärtbladig växtart som beskrevs av Carl Friedrich Philipp von Martius. Garcinia macrophylla ingår i släktet Garcinia och familjen Clusiaceae. Inga underarter finns listade i Catalogue of Life.

## Bildgalleri

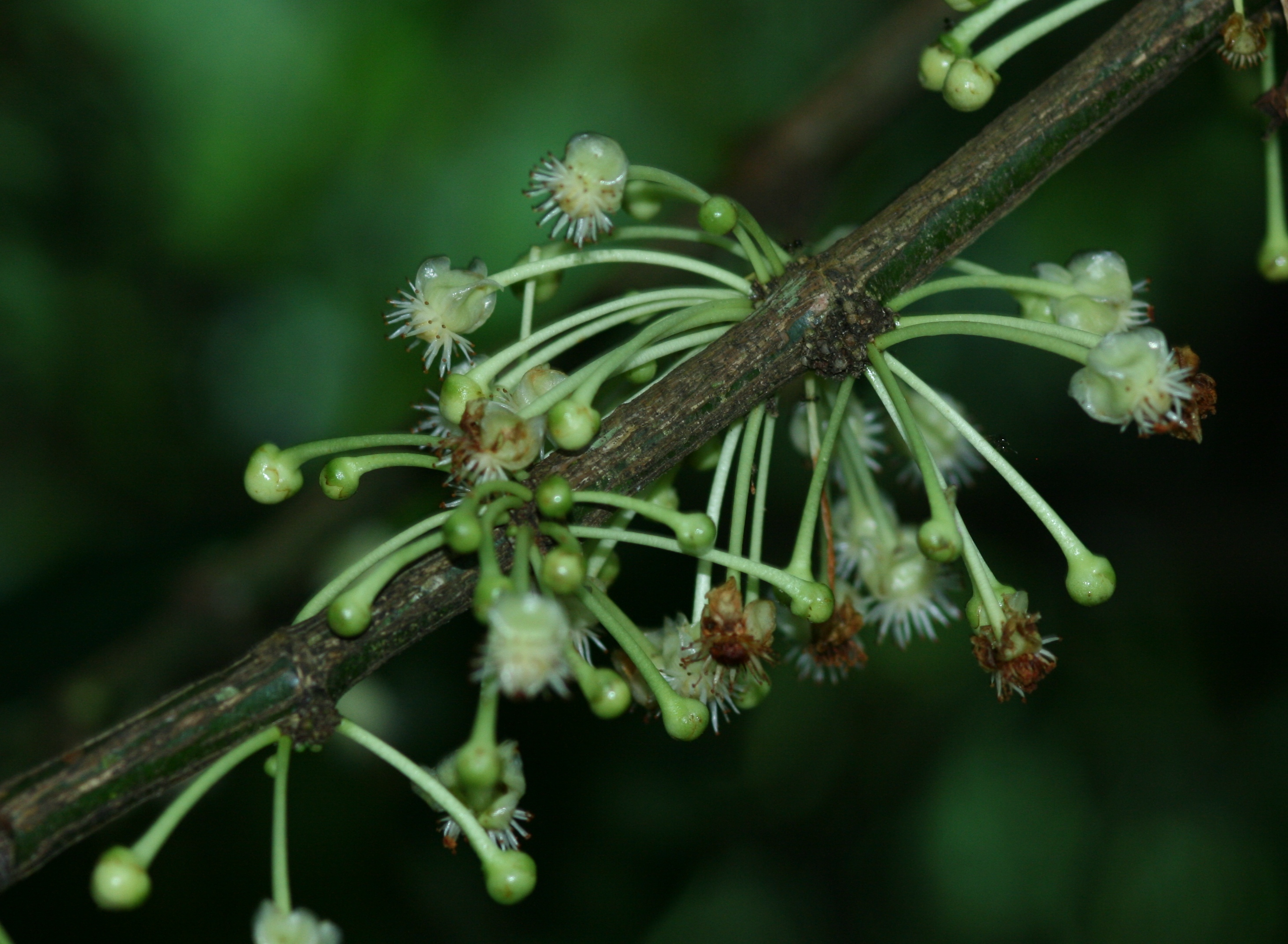